# لیندا
لیندا(نام علمی: Beaucarnea recurvata) نام یک گونه از تیره مارچوبگان است.

## نگارخانه

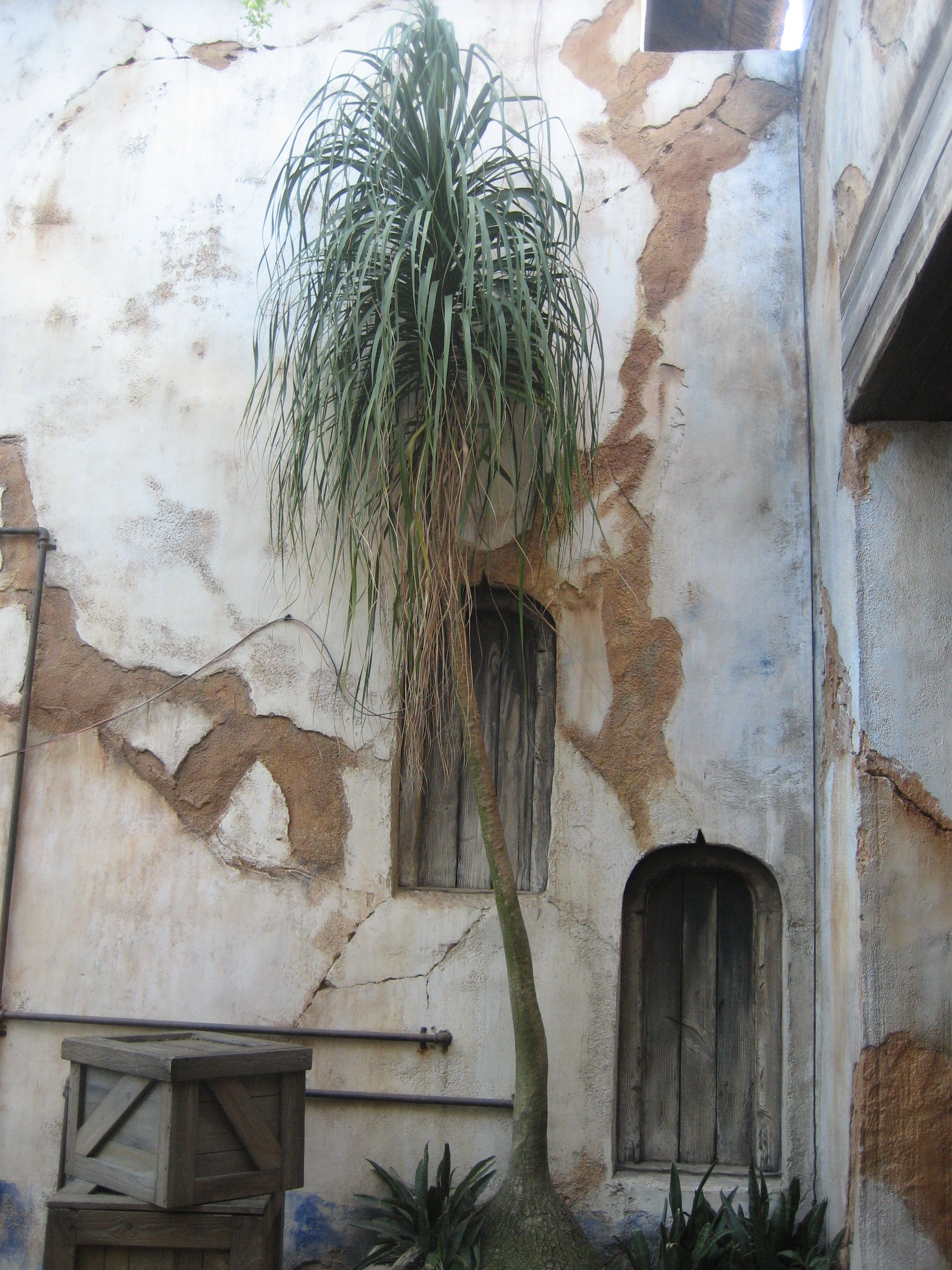
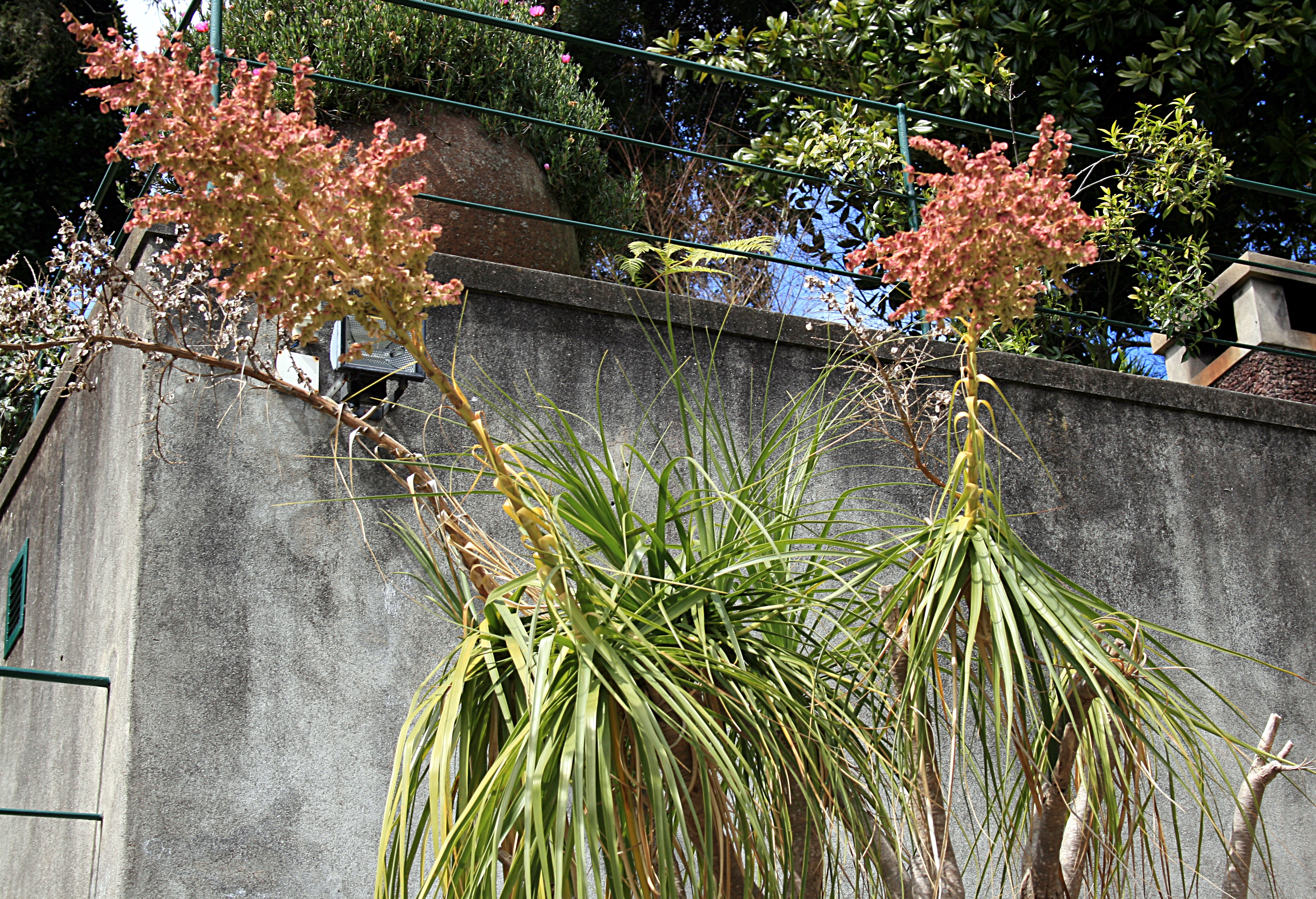
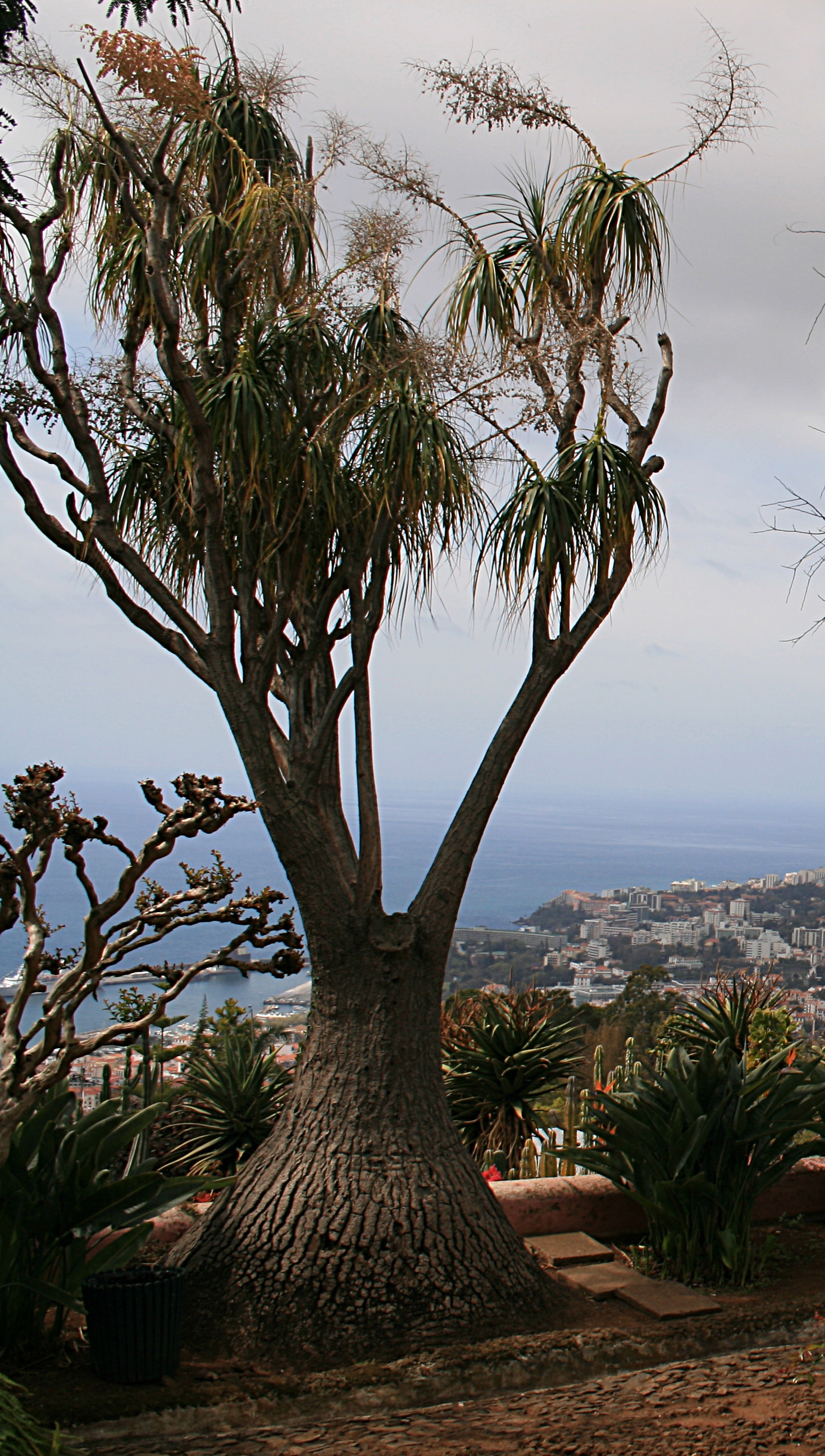
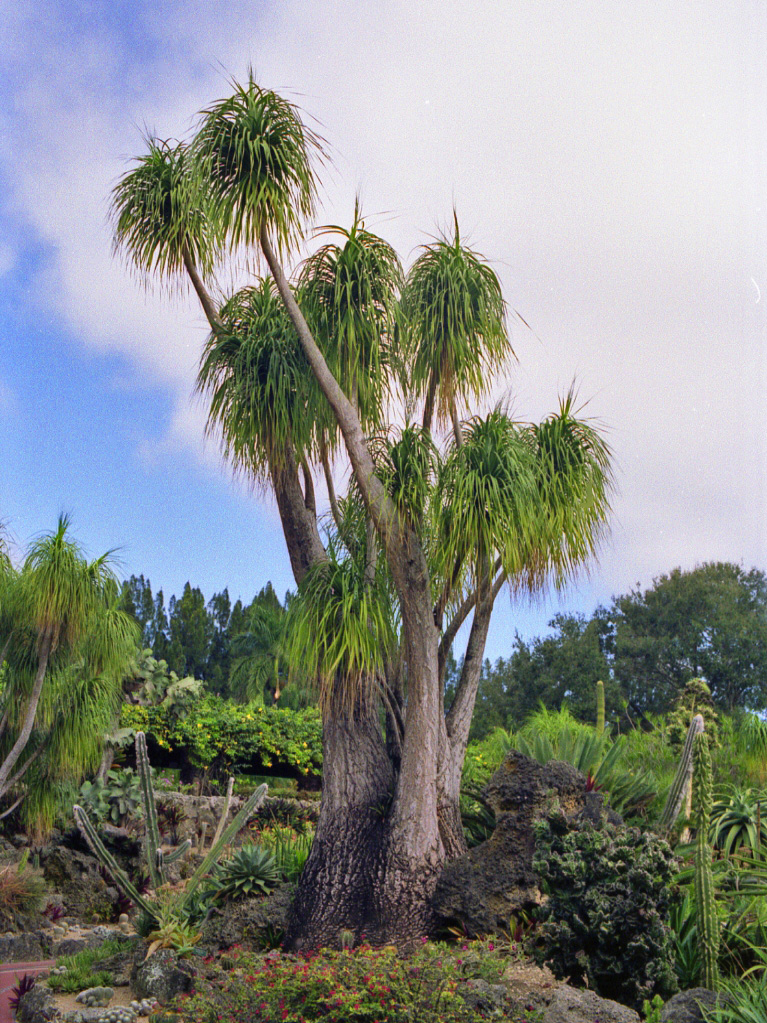
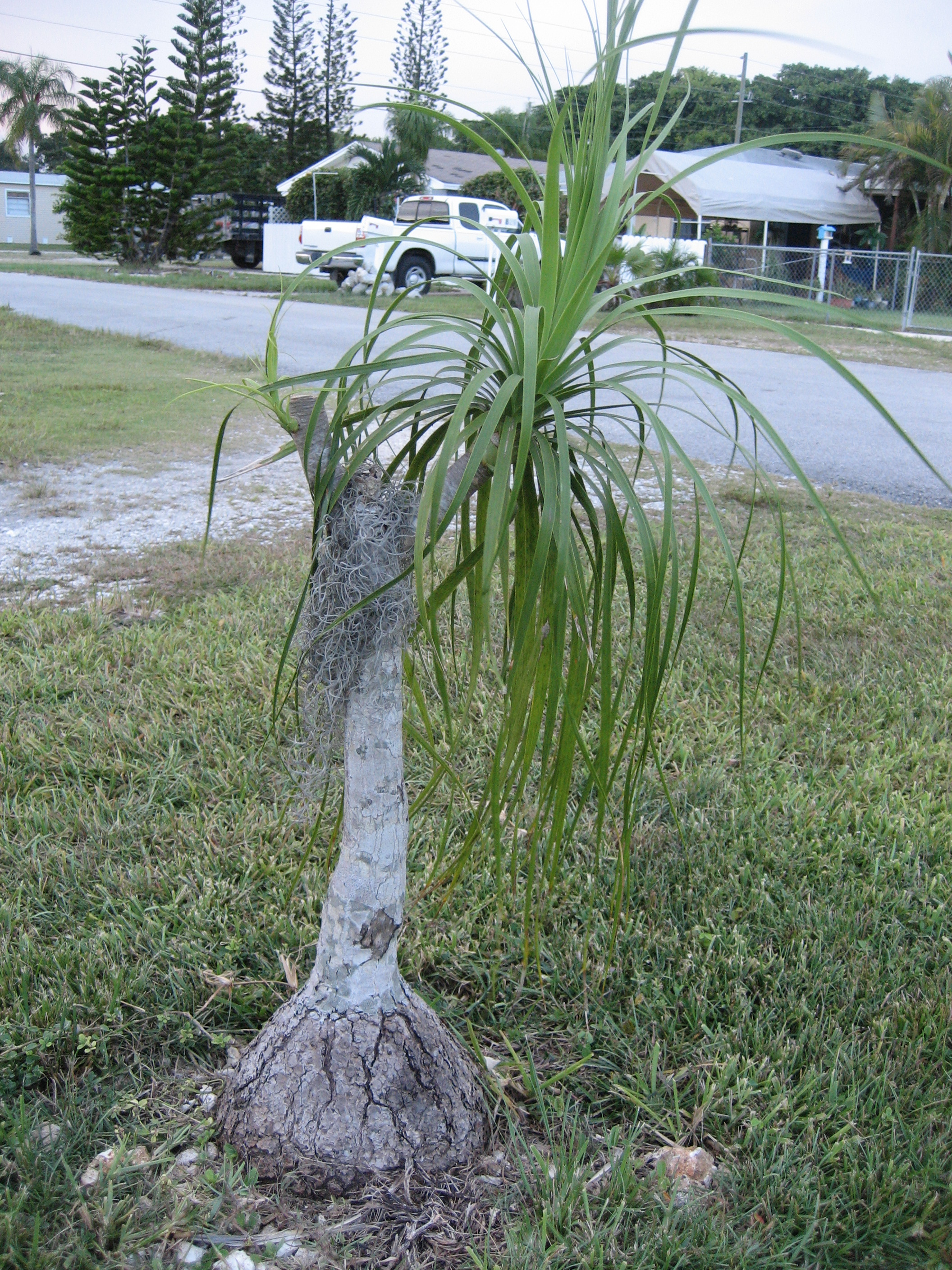
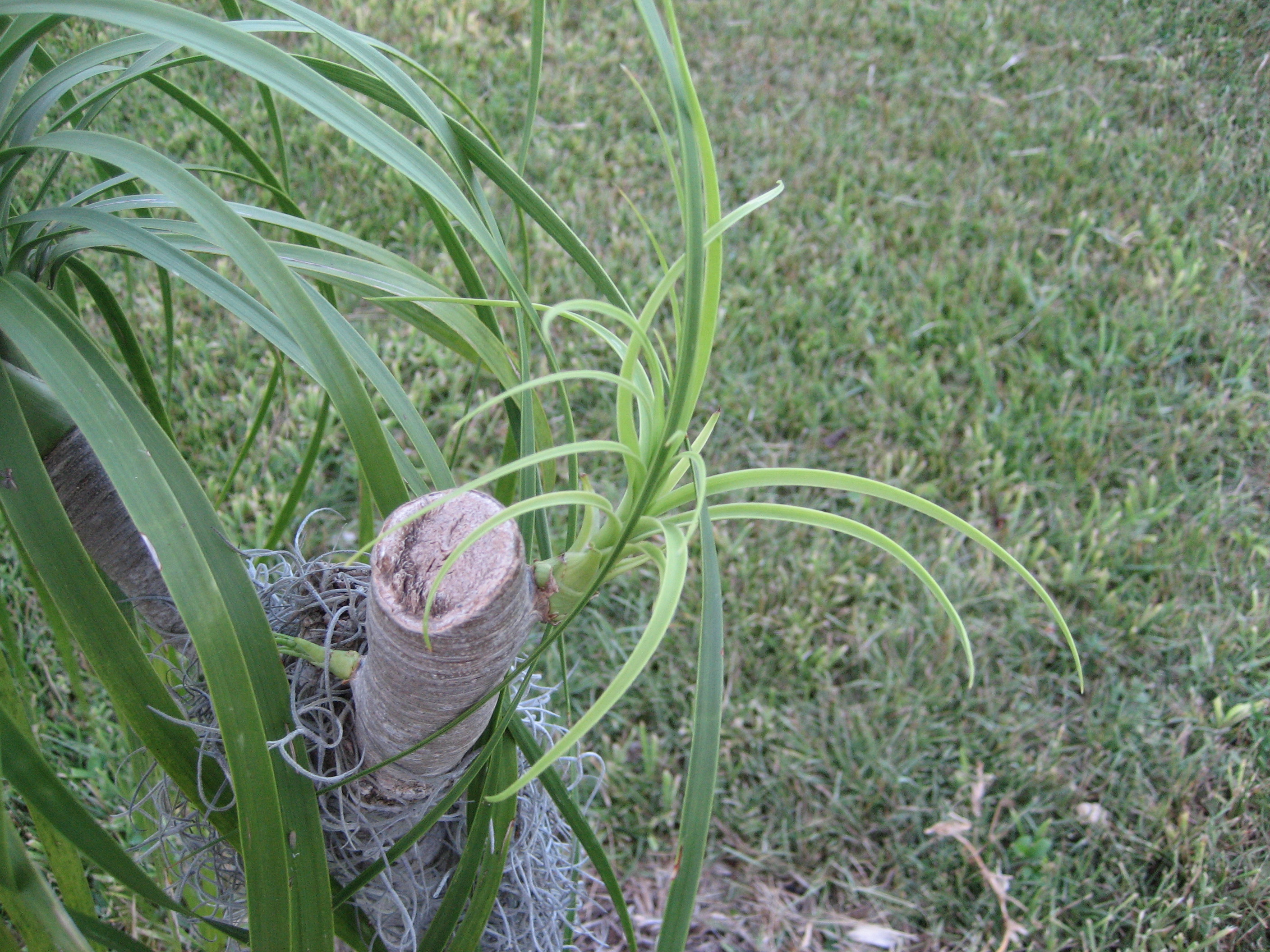